# Rudy No. 284

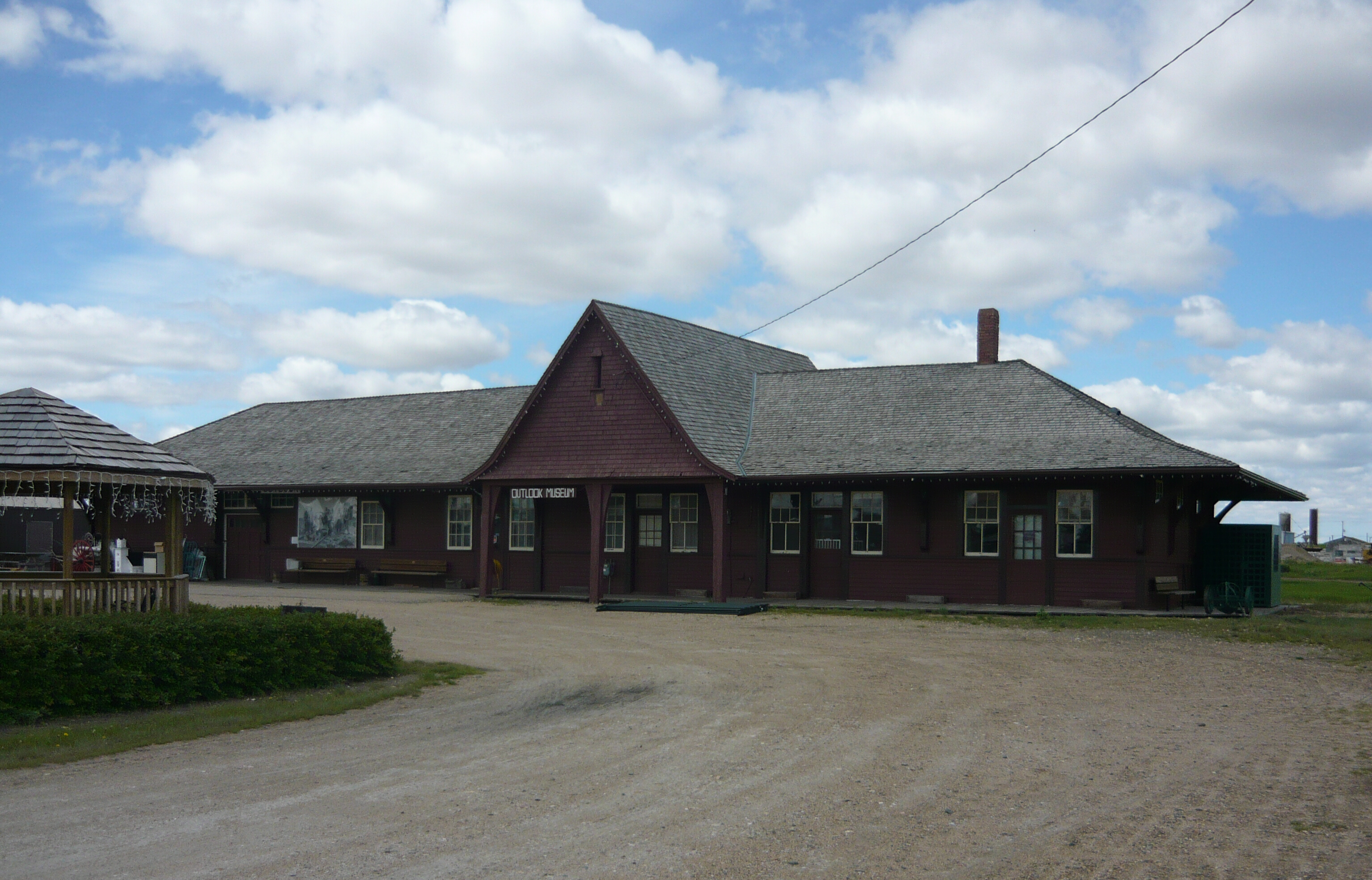
Bývalá stanice železniční společnosti Canadian National Railway v Outlooku.

Rudy No. 284 je venkovská samostatná správní jednotka (municipalita) v kanadské provincii Saskatchewanu, rozkládající se v divizi (oddělení pro sčítání lidu) 11, části divize 5 Saskatchewanského sdružení venkovských municipalit. Sídlo místní samosprávy je umístěno do městečka Outlook.

## Demografie
Při sčítání lidu v roce 2011 statistici původně hlásili, že venkovská municipalita Rudy No. 284 měla 496 obyvatel žijících ve 163 z jejích celkově 192 příbytků, což představuje 14,3% změnu od 434 obyvatel v roce 2006. Statistici následně výsledky censu opravili na 471 osob obývajících 158 z jejích celkově 187 příbytků, což činí nárůst o 8.5 % od roku 2006. Na území o ploše 813,86 km2 pak v roce 2011 hustota jejího obyvatelstva dosahovala 0,58 obyv./km2.
V roce 2006 měla municipalita Rudy No. 284 populaci čítající 434 osob obývajících 154 příbytků, což představuje 0,9% nárůst od roku 2001. Na ploše 813,86 km² měla hustotu 0,5 obyv./km².

## Obce
V municipalitě se nacházejí následující obce:
Městečka
- Outlook – sídlo místní samosprávy

Vsi
- Brodewrick
- Glenside

## Doprava
- Saskatchewan Highway 15
- Saskatchewan Highway 219
- Saskatchewan Highway 764
- Canadian Pacific Railway, opuštěno

## Zajímavosti
- Brodewrick Reservoir
- Outlook & District Regional Park
- Outlook & District Heritage Museum